# Zádorlak község
Zádorlak község (románul: Comuna Zădăreni) község Arad megyében, Romániában. Központja Zádorlak, hozzá tartozik Újbodrog.

## Népessége
A 2011-es népszámlálás adatai alapján a község népessége 2495 fő volt.

## Története
2004-ben vált ki Fönlakból és szervezték önálló községgé.